# NUK (marque)
 (octobre 2018).
Si vous disposez d'ouvrages ou d'articles de référence ou si vous connaissez des sites web de qualité traitant du thème abordé ici, merci de compléter l'article en donnant les références utiles à sa vérifiabilité et en les liant à la section « Notes et références ».
Pour les articles homonymes, voir NUK.
Ne doit pas être confondu avec Nuuk.
NUK est l'acronyme de l'allemand Natürlich Und Kiefergerecht (« naturel et orthodontique »). 
Il s'agit d'une marque commerciale de Newell Brands. Ses principaux produits sont les tétines et biberons.

## Histoire
En 1956, les dentistes Wilhelm Balters et Adolf Müller développent une tétine aux formes asymétriques pour nourrir et calmer les nourrissons,.
En effet, les dentistes-odontologues ont observé que les nourrissons allaités sont moins souvent atteints de malocclusion dentaire et de malformations de la mâchoire plus tard que les enfants non allaités. À mesure que le bébé tète, le mamelon de la mère se déforme et s'adapte à l'anatomie du palais de l'enfant.
Au moment de son lancement sur le marché en 1956, la gamme était constituée d'une tétine pour biberon et d'une tétine-sucette. Les produits étaient vendus par Hanseatische Gummiwarenfabrik GmbH comme des dispositifs thérapeutiques pour corriger les malocclusions et les déformations des mâchoires.
En 1969, la société Hanseatische Gummiwarenfabrik GmbH devient Mapa GmbH.
Le département export est créé en 1975 et les produits NUK sont ensuite exportés depuis Zeven vers 48 pays[Où ?]. Dans les années 1990, NUK a commencé à utiliser des licences de médias, par exemple l'illustrateur et écrivain Janosch. Depuis le début du XXIe siècle, il y a NUK dans le monde entier dans 90 pays[Où ?].

## Gamme de produits
Les tétines pour biberons et tétine-sucette NUK sont en silicone et en latex. Elles existent en différentes tailles: taille 1 pour les nouveau-nés et nourrissons entre 0 et 6 mois, taille 2 pour les bébés à partir de 6 mois et taille 3 pour les enfants à partir de 18 mois. 
En plus des tétines et biberons, NUK propose également d'autres produits. La gamme est divisée en catégories :
- Stillglück (« chance et silence ») : boucliers d'allaitement, Compresses d'allaitement, Tire-Lait,
- Mahlzeit (« Repas ») : biberon, tétine pour biberon, gourde,
- Starthilfe (« Premiers soins ») : Sucettes, Les Soins Dentaires
- Wonnewelt (« Un monde de plaisir ») : Janosch Edition, Baby Rose & Blue Edition, jouets
- Zuhause (« À la maison ») : salle de bains, hygiène, chambre d'enfant, cuisine

## NUK Medic Pro
NUK dispose d'une gamme de produits dédiée aux maternités, hôpitaux et cliniques : "NUK Medic Pro". Celle-ci est développée en collaboration avec des professionnels de santé et compte des produits spéciaux pour les prématurés ou les enfants nés avec des malformations,.

## Photos

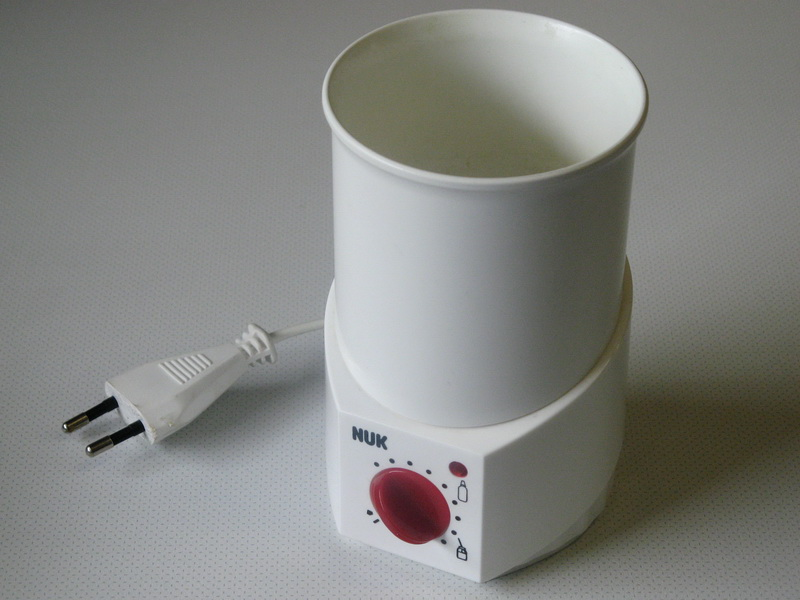
Chauffe biberon Nuk.
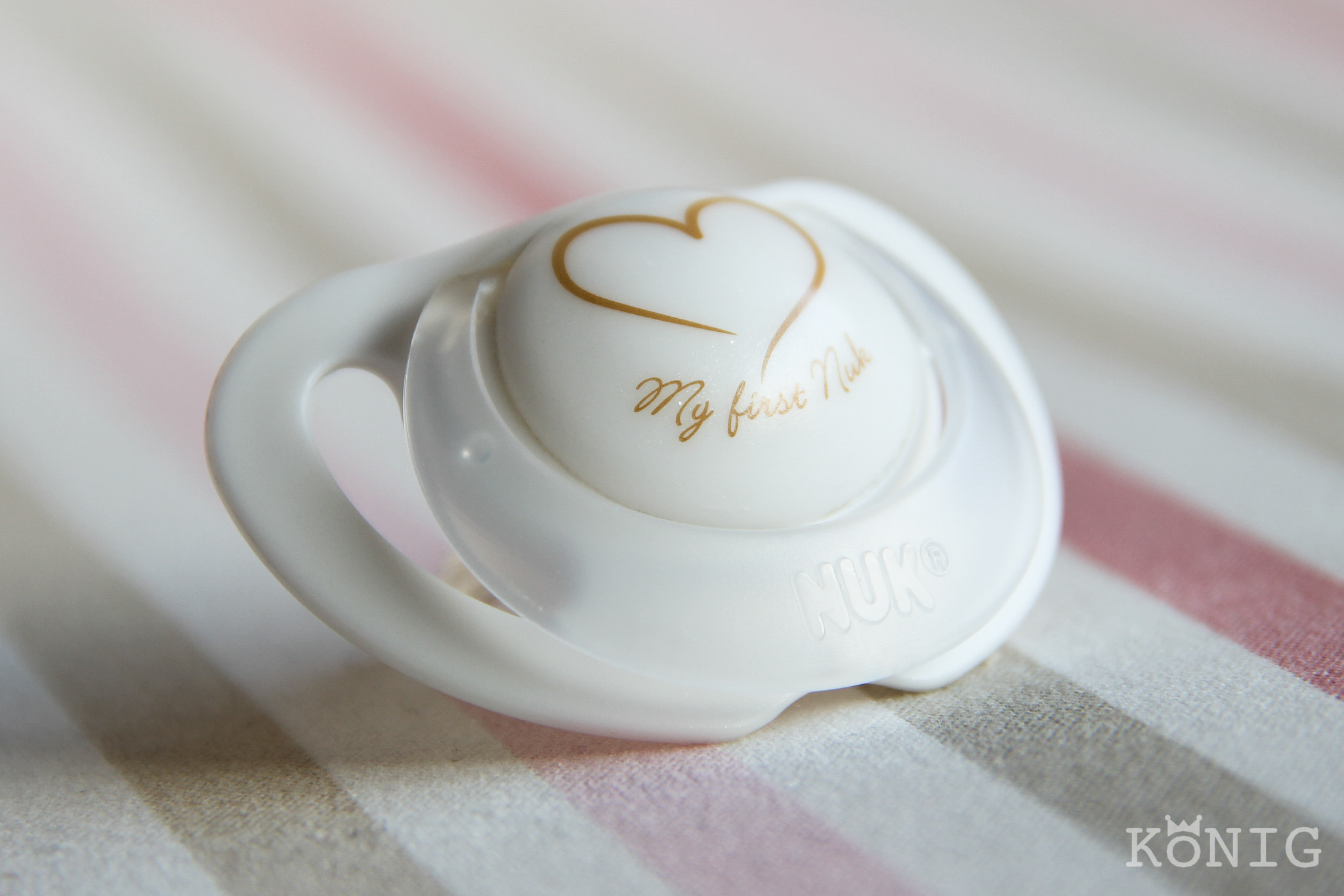
Tétine Nuk.
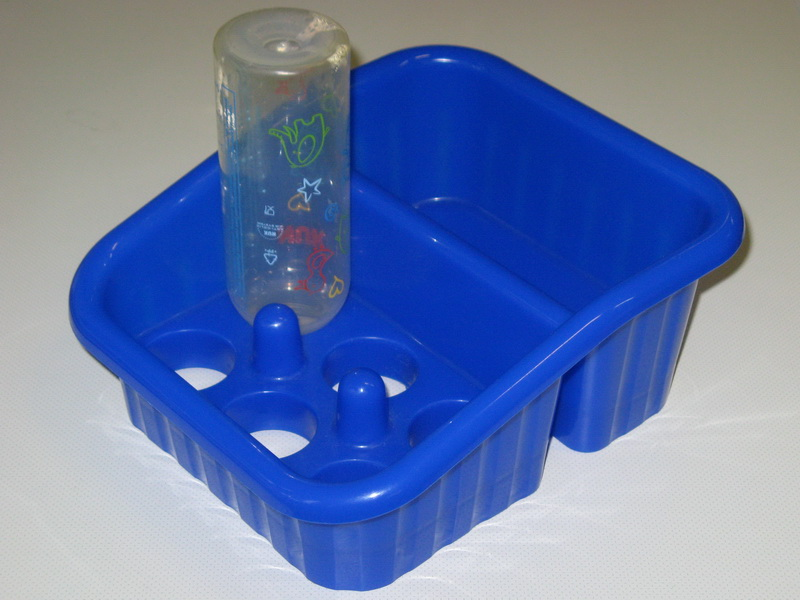
Biberon et égouttoir Nuk.